# Szabad Berlini Egyetem
A Szabad Berlini Egyetem (németül: Freie Universität Berlin, FU Berlin) német felsőfokú oktatási intézmény a berlini Dahlem városrészben.

## Története
A tanítás 1948. november 15-én kezdődött a Vilmos Császár Társaság nyugat-berlini épületéiben.

## Szakterületei (Fachbereiche)
- FB Biológia, kémia, gyógyszerészet
- FB Neveléstudomány és pszichológia
- FB Földtudomány
- FB Történet- és kulturális tanulmányok
- FB Medizinische Fakultät Charité – Universitätsmedizin Berlin (A Humboldt Egyetemmel együtt)
- FB Matematika és Informatika
- FB Fizika
- FB Filozófia és humán tárgyak
- FB Politika- és társadalomtudományok
- FB Jogtudomány
- FB Állatorvostan(wd)
- FB Közgazdaságtan

## Nobel-díjasai
A Nobel-díjjal kitüntetett tudósok tanultak vagy tanítottak az egyetemen:
- Reinhard Selten
- Gerhard Ertl
- Ernst Ruska(wd)
- Benjamin List

## Partnerek
A 32 hivatalos partner között olyan neves egyetemek találhatók, mint a Columbia Egyetem, a Cornell Egyetem, a Duke Egyetem, a Johns Hopkins Egyetem, a Princetoni Egyetem, a Stanford Egyetem, a Chicagói Egyetem és a Yale Egyetem.

## Galéria

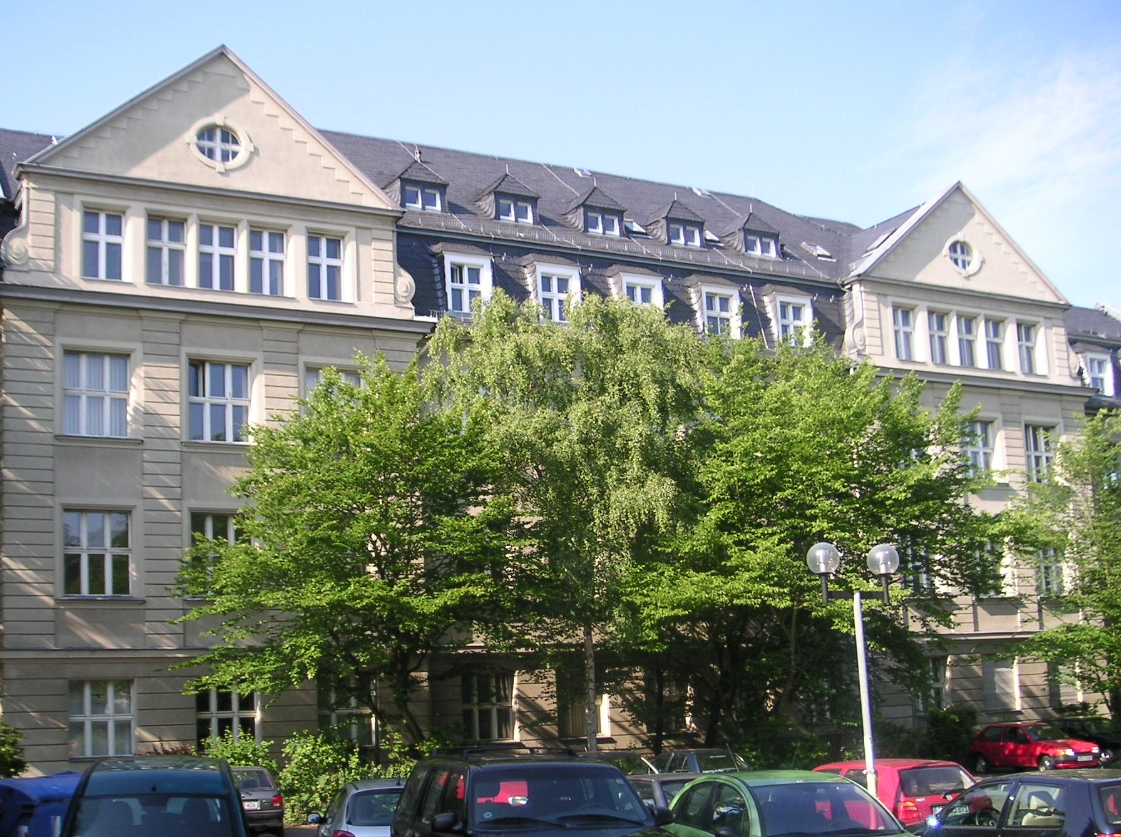
Az első főépület
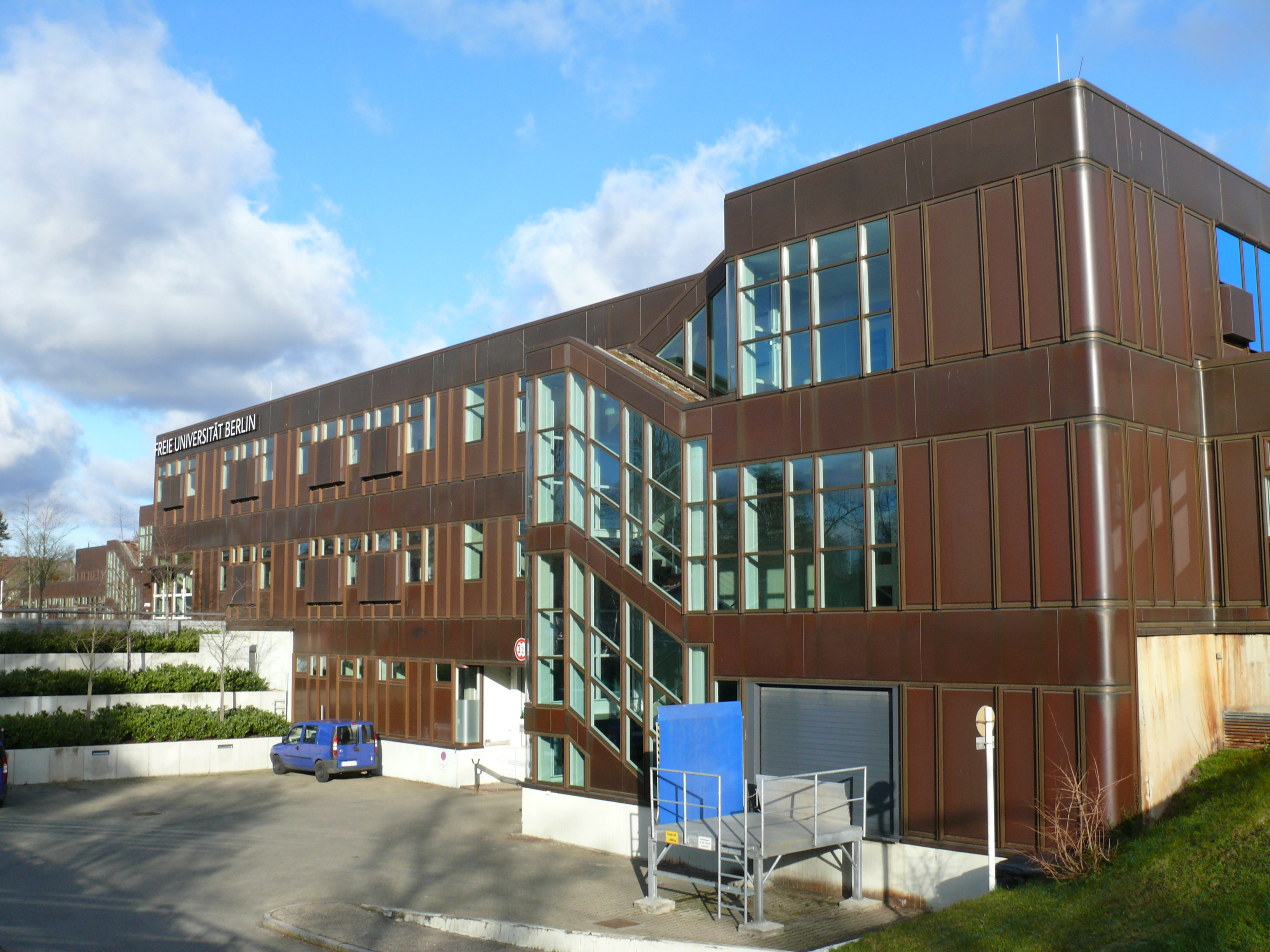
A főbejáro (1973-tól)
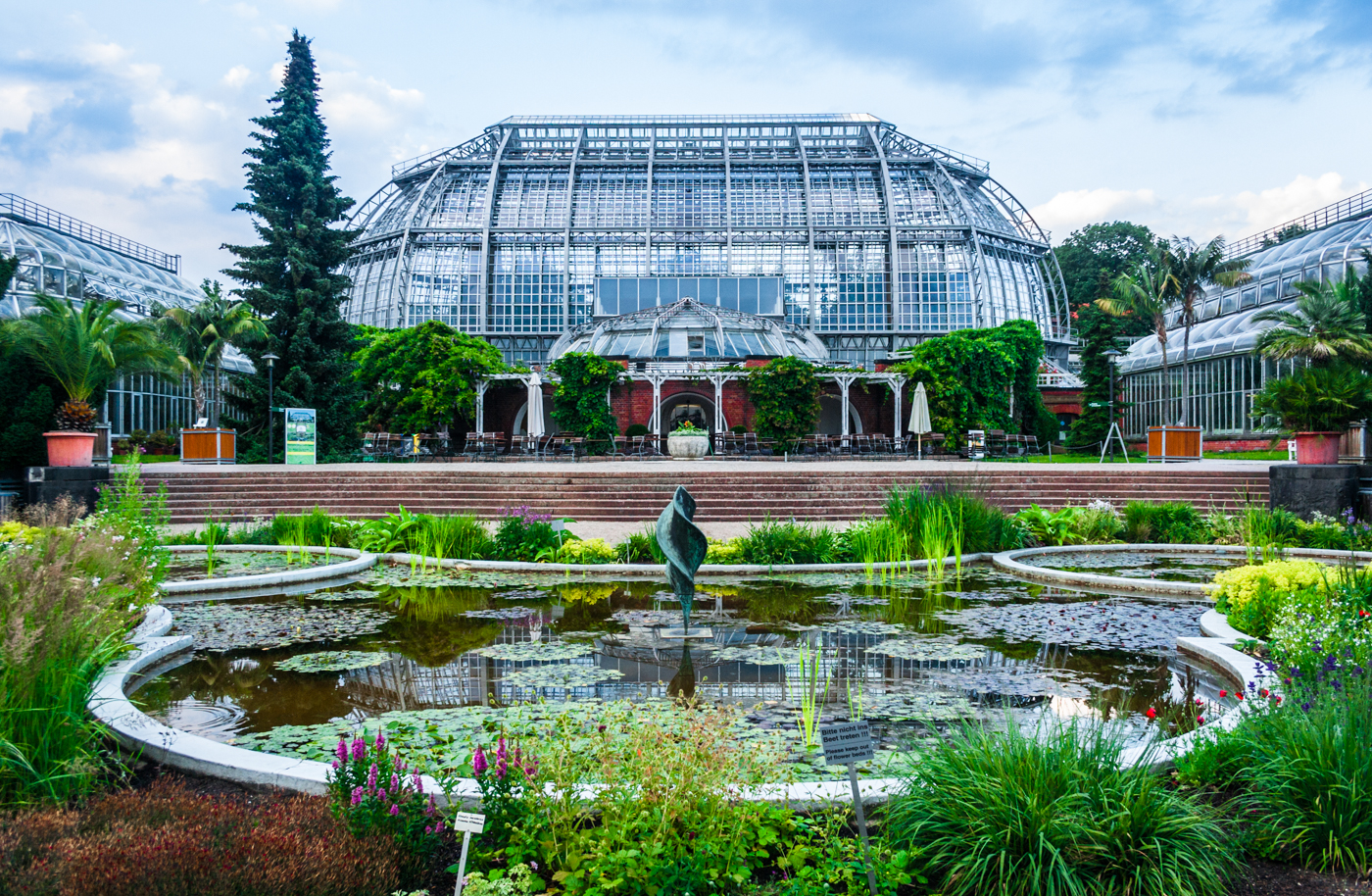
A botanikus kert
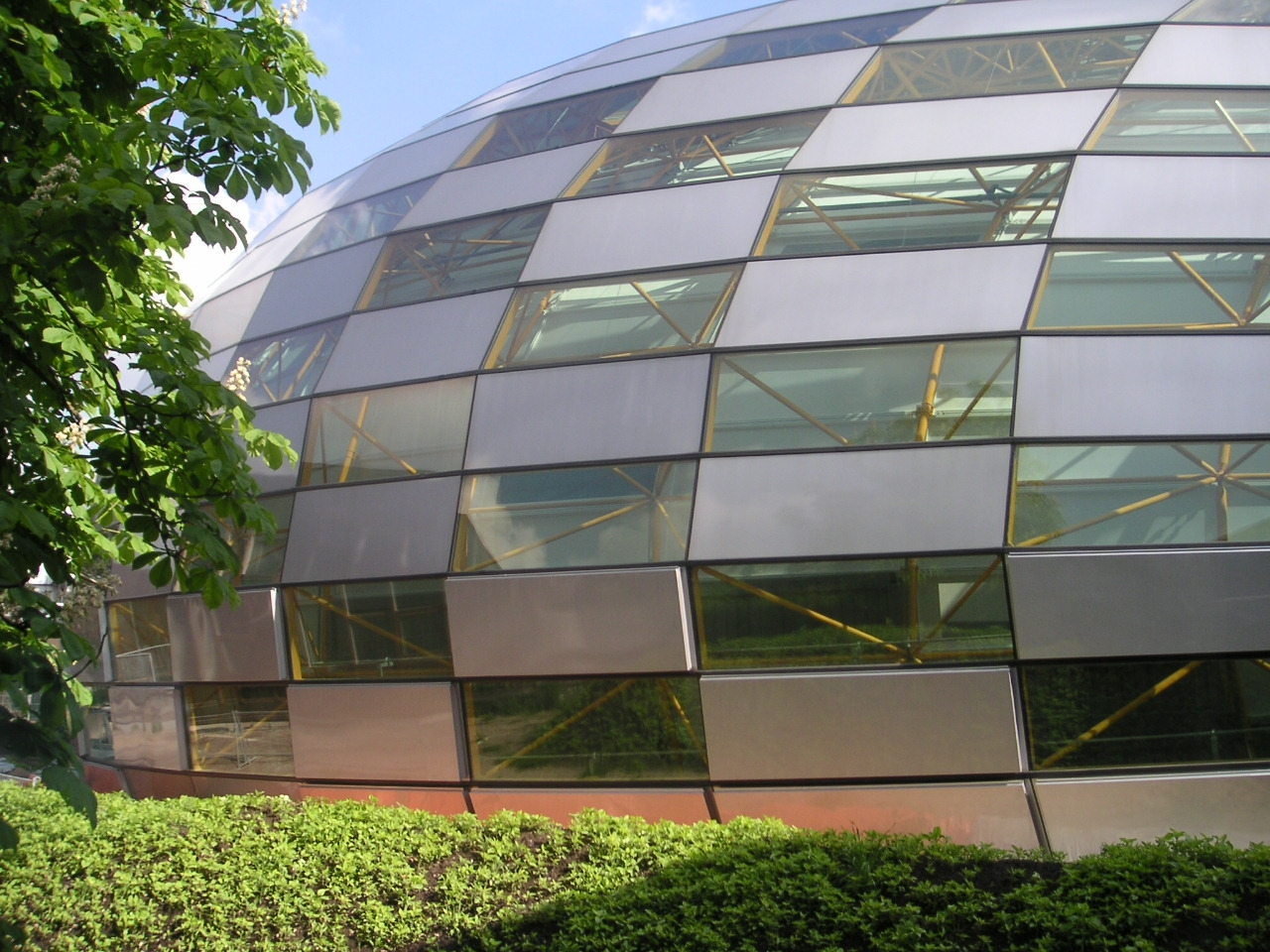
A könyvtár
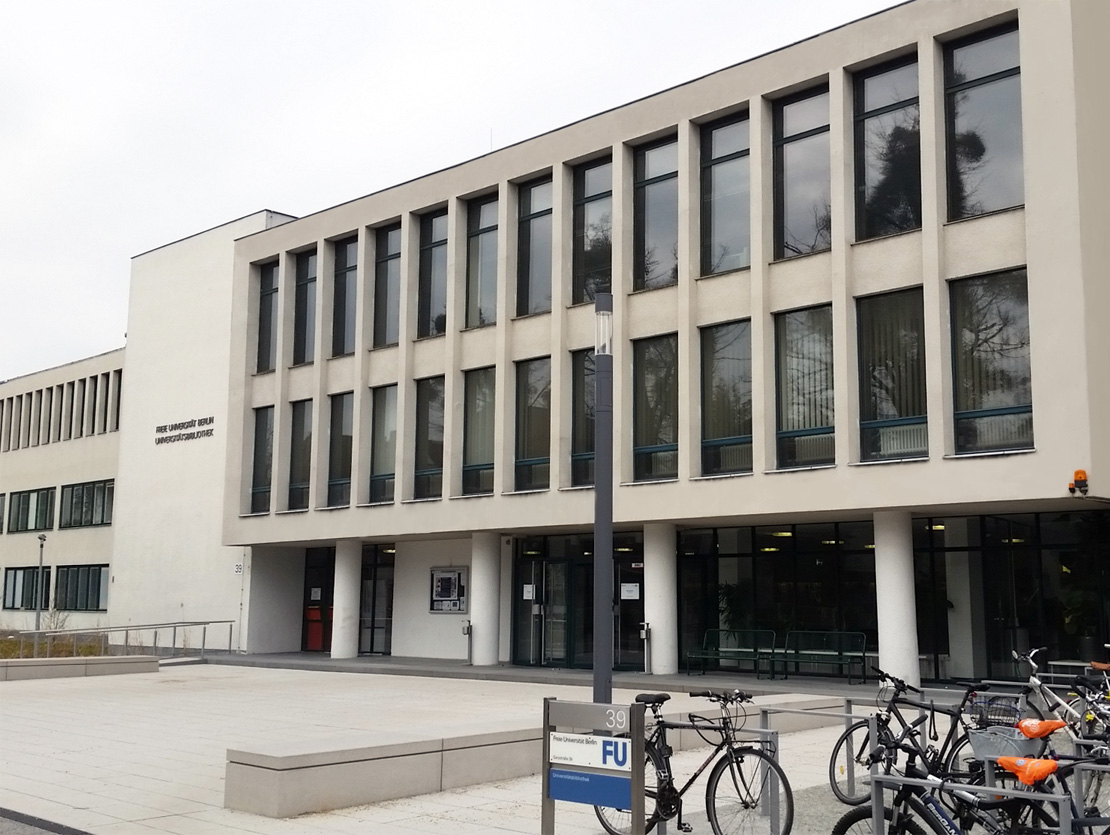
A könyvtár
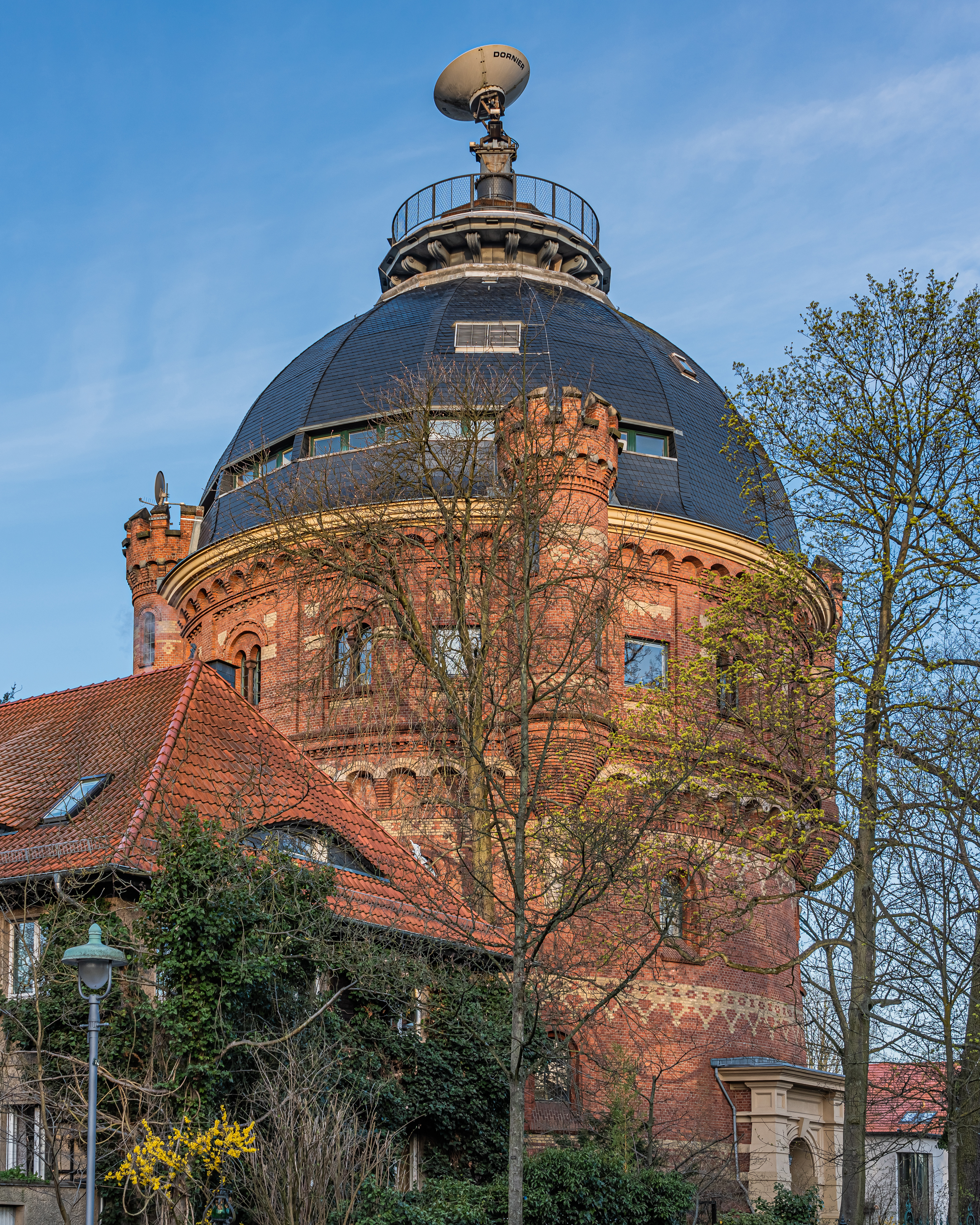
A Meteorológiai Intézet időjárás állomása

## Fordítás
- Ez a szócikk részben vagy egészben  a   Freie Universität Berlin című német Wikipédia-szócikk fordításán alapul.  Az eredeti cikk szerkesztőit annak laptörténete sorolja fel. Ez a jelzés csupán a megfogalmazás eredetét és a szerzői jogokat jelzi, nem szolgál a cikkben szereplő információk forrásmegjelöléseként.